# 2010-es rövid pályás úszó-Európa-bajnokság
A 2010-es rövid pályás úszó-Európa-bajnokságot 2010. november 25. és november 28. között rendezték meg Eindhovenben. Az Eb-n 38 versenyszámban avattak Európa-bajnokot.
A magyar versenyzők 6 aranyérmet, 1 ezüstérmet és 2 bronzérmet szereztek.

## Magyar éremszerzők
| Helyezés | Éremszerző        | Versenyszám                  | Eredmény |
| -------- | ----------------- | ---------------------------- | -------- |
| Arany    | Verrasztó Dávid   | férfi 400 m-es vegyesúszás   | 4:03,06  |
| Arany    | Mutina Ágnes      | női 400 m-es gyorsúszás      | 4:01,25  |
| Arany    | Jakabos Zsuzsanna | női 200 m-es pillangóúszás   | 2:05,58  |
| Arany    | Verrasztó Evelyn  | női 100 m-es vegyesúszás     | 59,53    |
| Arany    | Verrasztó Evelyn  | női 200 m-es vegyesúszás     | 2:07,06  |
| Arany    | Jakabos Zsuzsanna | női 400 m-es vegyesúszás     | 4:29,78  |
| Ezüst    | Kapás Boglárka    | női 800 m-es gyorsúszás      | 8:18,56  |
| Bronz    | Biczó Bence       | férfi 200 m-es pillangóúszás | 1:53,75  |
| Bronz    | Verrasztó Evelyn  | női 200 m-es gyorsúszás      | 1:54,39  |

## Éremtáblázat
(A táblázatban Magyarország és a rendező nemzet eltérő háttérszínnel kiemelve.)
| Helyezés | Nemzet        | Arany | Ezüst | Bronz | Összesen |
| 1.       | Németország   | 10    | 8     | 4     | 22       |
| 2.       | Hollandia     | 9     | 8     | 5     | 22       |
| 3.       | Magyarország  | 6     | 1     | 2     | 9        |
| 4.       | Oroszország   | 5     | 2     | 8     | 15       |
| 5.       | Olaszország   | 4     | 7     | 7     | 18       |
| 6.       | Spanyolország | 1     | 2     | 2     | 5        |
| 6.       | Ukrajna       | 1     | 2     | 2     | 5        |
| 8.       | Ausztria      | 1     | 0     | 1     | 2        |
| 9.       | Horvátország  | 1     | 0     | 0     | 1        |
| 10.      | Szlovénia     | 0     | 3     | 1     | 4        |
| 11.      | Norvégia      | 0     | 2     | 0     | 2        |
| 12.      | Franciaország | 0     | 1     | 2     | 3        |
| 13.      | Belgium       | 0     | 1     | 0     | 1        |
| 13.      | Litvánia      | 0     | 1     | 0     | 1        |
| 14.      | Írország      | 0     | 0     | 2     | 2        |
| 16.      | Csehország    | 0     | 0     | 1     | 1        |
| 16.      | Észtország    | 0     | 0     | 1     | 1        |
| 16.      | Finnország    | 0     | 0     | 1     | 1        |
| Összesen | Összesen      | 38    | 38    | 39    | 115      |

## Eredmények
- WR - világcsúcs;
- ER - Európa-csúcs
- CR - Európa-bajnoki csúcs

### Férfi
| Versenyszám                                       | Arany                                                                             | Arany    | Ezüst                                                                                  | Ezüst    | Bronz                                                                                     | Bronz    |
| ------------------------------------------------- | --------------------------------------------------------------------------------- | -------- | -------------------------------------------------------------------------------------- | -------- | ----------------------------------------------------------------------------------------- | -------- |
| 50 m-es gyorsúszás Döntő: november 25.            | Steffen Deibler · Németország                                                     | 20,98    | Marco Orsi · Olaszország                                                               | 21,17    | Andrij Govorov · Ukrajna                                                                  | 21,32    |
| 100 m-es gyorsúszás Döntő: november 27.           | Danyila Izotov · Oroszország                                                      | 46,56    | Jevgenyij Lagunov · Oroszország                                                        | 46,60    | Luca Dotto · Olaszország                                                                  | 47,09    |
| 200 m-es gyorsúszás Döntő: november 28.           | Danyila Izotov · Oroszország                                                      | 1:41,84  | Paul Biedermann · Németország                                                          | 1:42,94  | Jevgenyij Lagunov · Franciaország                                                         | 1:44,11  |
| 400 m-es gyorsúszás Döntő: november 25.           | Paul Biedermann · Németország                                                     | 3:39,51  | Federico Colbertaldo · Olaszország                                                     | 3:41,70  | Alekszandr Szelin · Oroszország                                                           | 3:43,70  |
| 1500 m-es gyorsúszás Döntő: november 27.          | Federico Colbertaldo · Olaszország                                                | 14:35,36 | Szerhij Frolov · Ukrajna                                                               | 14:42,01 | Job Kienhuis · Hollandia                                                                  | 14:42,39 |
| 50 m-es hátúszás Döntő: november 26.              | Sztanyiszlav Donyec · Oroszország                                                 | 22,74 ER | Vitalij Boriszov · Oroszország                                                         | 23,72    | Nick Driebergen · Hollandia                                                               | 23,73    |
| 100 m-es hátúszás Döntő: november 28.             | Sztanyiszlav Donyec · Oroszország                                                 | 49,35    | Damiano Lestingi · Olaszország                                                         | 51,46    | Artyom Dubovszkoj · Oroszország                                                           | 51,90    |
| 200 m-es hátúszás Döntő: november 25.             | Yannick Lebherz · Németország                                                     | 1:51,74  | Damiano Lestingi · Olaszország                                                         | 1:51,84  | Artyom Dubovszkoj · Oroszország                                                           | 1:52,72  |
| 50 m-es mellúszás Döntő: november 27.             | Robin Van Aggele · Hollandia                                                      | 26,44    | Aleksander Hetland · Norvégia                                                          | 26,56    | Fabio Scozzoli · Olaszország · Hendrik Feldwehr · Németország                             | 26,68    |
| 100 m-es mellúszás Döntő: november 26.            | Fabio Scozzoli · Olaszország                                                      | 57,78    | Hendrik Feldwehr · Németország                                                         | 58,09    | Robin Van Aggele · Hollandia                                                              | 58,68    |
| 200 m-es mellúszás Döntő: november 28.            | Marco Koch · Németország                                                          | 2:04,86  | Melquiades Alvarez Cabello · Spanyolország                                             | 2:05,41  | Anton Lobanov · Oroszország                                                               | 2:06,71  |
| 50 m-es pillangóúszás Döntő: november 28.         | Steffen Deibler · Németország                                                     | 22,34    | Andrij Govorov · Ukrajna                                                               | 22,74    | Joeri Verlinden · Hollandia                                                               | 23,23    |
| 100 m-es pillangóúszás Döntő: november 26.        | Steffen Deibler · Németország                                                     | 49,95    | Joeri Verlinden · Hollandia                                                            | 50,52    | Peter Mankoc · Szlovénia                                                                  | 50,92    |
| 200 m-es pillangóúszás Döntő: november 27.        | Dinko Jukic · Ausztria                                                            | 1:53,35  | Tim Wallburger · Németország                                                           | 1:53,71  | Biczó Bence · Magyarország                                                                | 1:53,75  |
| 100 m-es vegyesúszás Döntő: november 28.          | Markus Deibler · Németország                                                      | 52,13    | Peter Mankoč · Szlovénia                                                               | 52,87    | Alan Cabello Forns · Spanyolország                                                        | 53,24    |
| 200 m-es vegyesúszás Döntő: november 25.          | Markus Deibler · Németország                                                      | 1:53,25  | Vytautas Janusaitis · Litvánia                                                         | 1:54,07  | Dinko Jukic · Ausztria                                                                    | 1:54,93  |
| 400 m-es vegyesúszás Döntő: november 26.          | Verrasztó Dávid · Magyarország                                                    | 4:03,06  | Yannick Lebherz · Németország                                                          | 4:05,08  | Federico Turrini · Olaszország                                                            | 4:05,24  |
| 4 × 50 m-es gyorsúszás váltó Döntő: november 28.  | Olaszország · Luca Dotto · Lucio Spadaro · Filippo Magnini · Marco Orsi           | 1:25,16  | Németország · Steffen Deibler · Markus Deibler · Stefan Herbst · Christoph Fildebrandt | 1:25,19  | Oroszország · Danyila Izotov · Jevgenyij Lagunov · Vitalij Szirnyikov · Vlagyimir Brjuhov | 1:25,81  |
| 4 × 50 m-es vegyesúszás váltó Döntő: november 25. | Németország · Stefan Herbst · Hendrik Feldwehr · Steffen Deibler · Markus Deibler | 1:33,40  | Olaszország · Mirco Di Tora · Fabio Scozzoli · Paulo Facchinelli · Marco Orsi          | 1:33,83  | Oroszország · Sztanyiszlav Donyec · Szergej Gejbel · Nyikolaj Szkvorcov · Danyila Izotov  | 1:34,25  |

### Női
| Versenyszám                                       | Arany                                                                                 | Arany   | Ezüst                                                                             | Ezüst   | Bronz                                                                                    | Bronz   |
| ------------------------------------------------- | ------------------------------------------------------------------------------------- | ------- | --------------------------------------------------------------------------------- | ------- | ---------------------------------------------------------------------------------------- | ------- |
| 50 m-es gyorsúszás Döntő: november 28.            | Ranomi Kromowidjojo · Hollandia                                                       | 23,58   | Hinkelien Schreuder · Hollandia                                                   | 23,90   | Britta Steffen · Németország                                                             | 23,95   |
| 100 m-es gyorsúszás Döntő: november 26.           | Ranomi Kromowidjojo · Hollandia                                                       | 51,44   | Femke Heemskerk · Hollandia                                                       | 52,02   | Britta Steffen · Németország                                                             | 52,92   |
| 200 m-es gyorsúszás Döntő: november 28.           | Femke Heemskerk · Hollandia                                                           | 1:52,62 | Silke Lippok · Németország                                                        | 1:53,96 | Verrasztó Evelyn · Magyarország                                                          | 1:54,39 |
| 400 m-es gyorsúszás Döntő: november 27.           | Mutina Ágnes · Magyarország                                                           | 4:01,25 | Melanie Costa Schmid · Spanyolország                                              | 4:02,26 | Gráinne Murphy · Írország                                                                | 4:02,86 |
| 800 m-es gyorsúszás Döntő: november 26.           | Federica Pellegrini · Olaszország                                                     | 8:15,20 | Kapás Boglárka · Magyarország                                                     | 8:18,56 | Grainne Murphy · Írország                                                                | 8:19,45 |
| 50 m-es hátúszás Döntő: november 27.              | Sanja Jovanovic · Horvátország                                                        | 27,10   | Elena Gemo · Olaszország                                                          | 27,13   | Simona Baumrtova · Csehország                                                            | 27,30   |
| 100 m-es hátúszás Döntő: november 26.             | Darina Zevina · Ukrajna                                                               | 57,57   | Sharon van Rouwendaal · Hollandia                                                 | 57,91   | Duane Da Rocha Marce · Spanyolország                                                     | 58,37   |
| 200 m-es hátúszás Döntő: november 28.             | Duane da Rocha Marce · Spanyolország                                                  | 2:03,97 | Sharon van Rouwendaal · Hollandia                                                 | 2:04,13 | Darina Zevina · Ukrajna                                                                  | 2:05,08 |
| 50 m-es mellúszás Döntő: november 25.             | Dorothea Brandt · Németország                                                         | 30,40   | Moniek Nijhuis · Hollandia                                                        | 30,45   | Valentyina Artyemjeva · Oroszország                                                      | 30,55   |
| 100 m-es mellúszás Döntő: november 28.            | Moniek Nijhuis · Hollandia                                                            | 1:06,20 | Sophie de Ronchi · Franciaország                                                  | 1:06,21 | Tessa Brouwer · Hollandia                                                                | 1:06,65 |
| 200 m-es mellúszás Döntő: november 26.            | Anasztaszija Csaun · Oroszország                                                      | 2:22,68 | Tanja Smid · Szlovénia                                                            | 2:22,88 | Chiara Boggiatto · Olaszország                                                           | 2:24,52 |
| 50 m-es pillangóúszás Döntő: november 26.         | Inge Dekker · Hollandia                                                               | 25,38   | Hinkelien Schreuder · Hollandia                                                   | 25,49   | Triin Aljand · Észtország                                                                | 25,90   |
| 100 m-es pillangóúszás Döntő: november 28.        | Inge Dekker · Hollandia                                                               | 56,51   | Ingvild Snildal · Norvégia                                                        | 57,46   | Caterina Giacchetti · Olaszország                                                        | 58,17   |
| 200 m-es pillangóúszás Döntő: november 25.        | Jakabos Zsuzsanna · Magyarország                                                      | 2:05,58 | Alessia Polieri · Olaszország                                                     | 2:06,18 | Caterina Giacchetti · Olaszország                                                        | 2:07,29 |
| 100 m-es vegyesúszás Döntő: november 27.          | Verrasztó Evelyn · Magyarország                                                       | 59,53   | Hinkelien Schreuder · Hollandia                                                   | 59,57   | Theresa Michalak · Németország                                                           | 59,85   |
| 200 m-es vegyesúszás Döntő: november 25.          | Verrasztó Evelyn · Magyarország                                                       | 2:07,06 | Kimberly Buys · Belgium                                                           | 2:10,14 | Lara Grangeon · Franciaország                                                            | 2:10,22 |
| 400 m-es vegyesúszás Döntő: november 28.          | Jakabos Zsuzsanna · Magyarország                                                      | 4:29,78 | Anja Klinar · Szlovénia                                                           | 4:30,83 | Lara Grangeon · Franciaország                                                            | 4:30,93 |
| 4 × 50 m-es gyorsúszás váltó Döntő: november 26.  | Hollandia · Inge Dekker · Femke Heemskerk · Hinkelien Schreuder · Ranomi Kromowidjojo | 1:34,34 | Németország · Dorothea Brandt · Britta Steffen · Lisa Vitting · Daniela Schreiber | 1:36,83 | Finnország · Marlene Niemi · Emilia Pikkarainen · Lotta Nevalainen · Hanna-Maria Seppälä | 1:39,81 |
| 4 × 50 m-es vegyesúszás váltó Döntő: november 27. | Hollandia · Hinkelien Schreuder · Moniek Nijhuis · Inge Dekker · Ranomi Kromowidjojo  | 1:44,98 | Németország · Jenny Mensing · Dorothea Brandt · Lisa Vitting · Britta Steffen     | 1:47,70 | Olaszország · Laura Letrari · Lisa Fissneider · Elena Gemo · Federica Pellegrini         | 1:49,56 |